# Schloss Moosburg

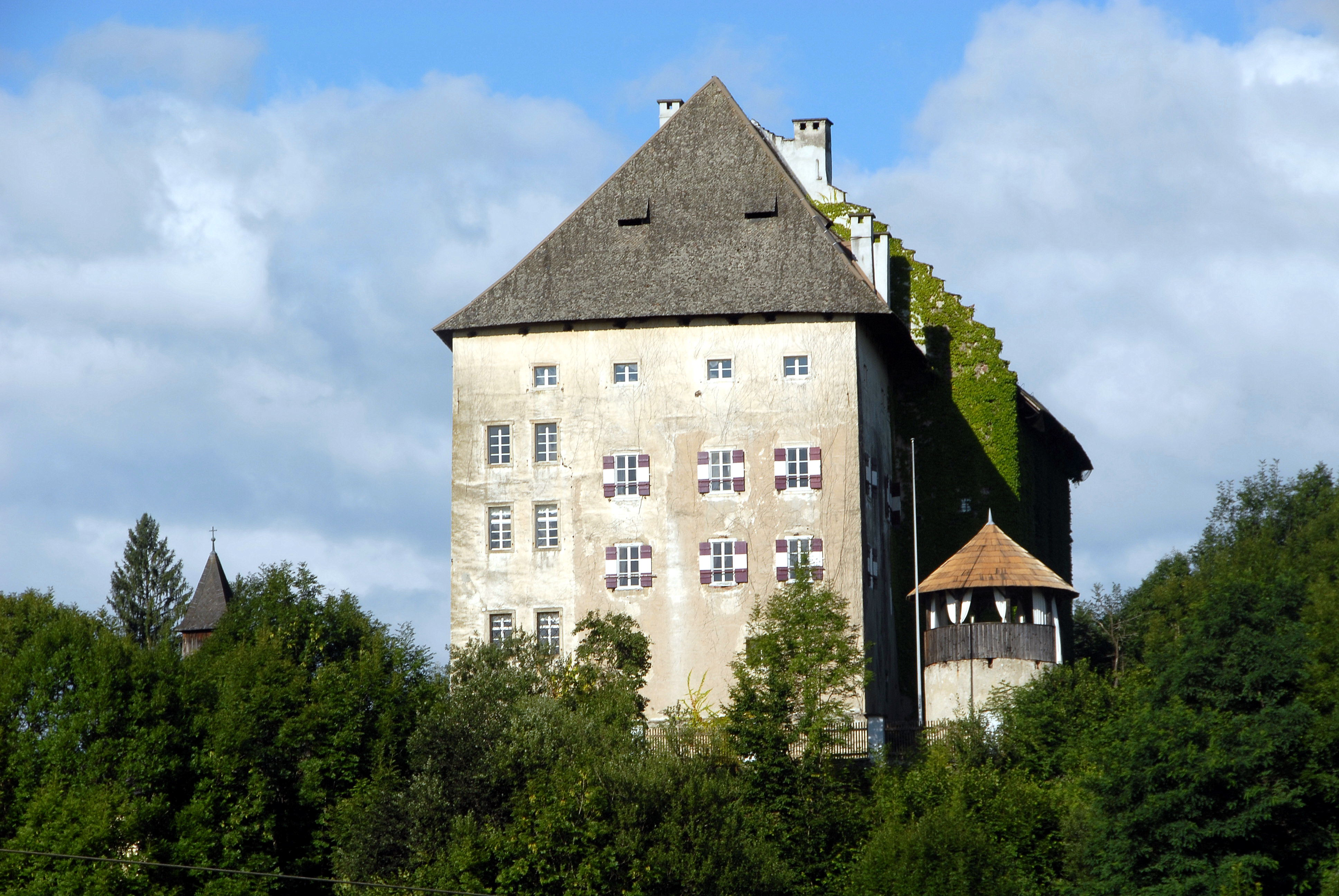
Schloss Moosburg

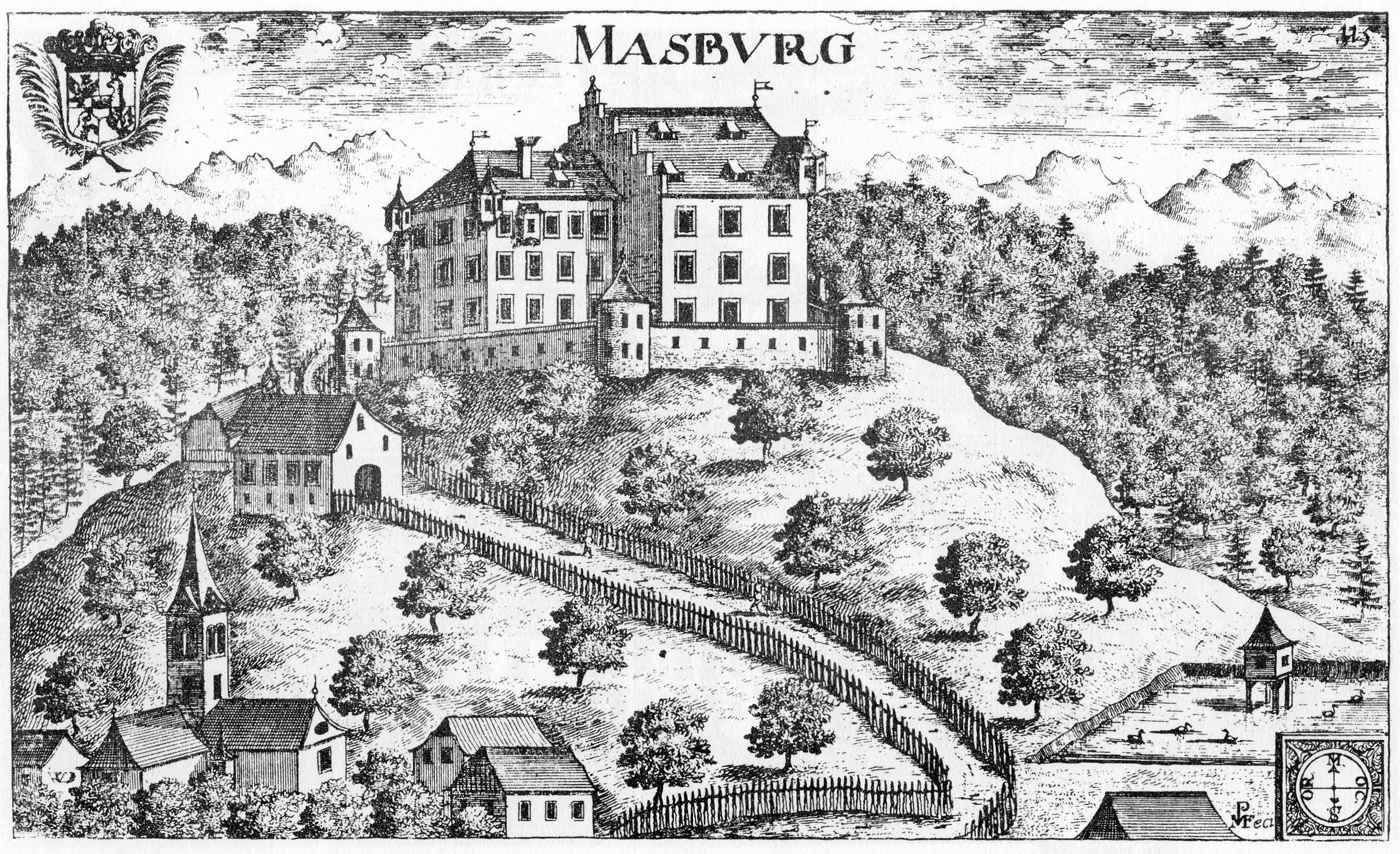
Schloss Moosburg um 1680, Darstellung von Johann Weichard von Valvasor

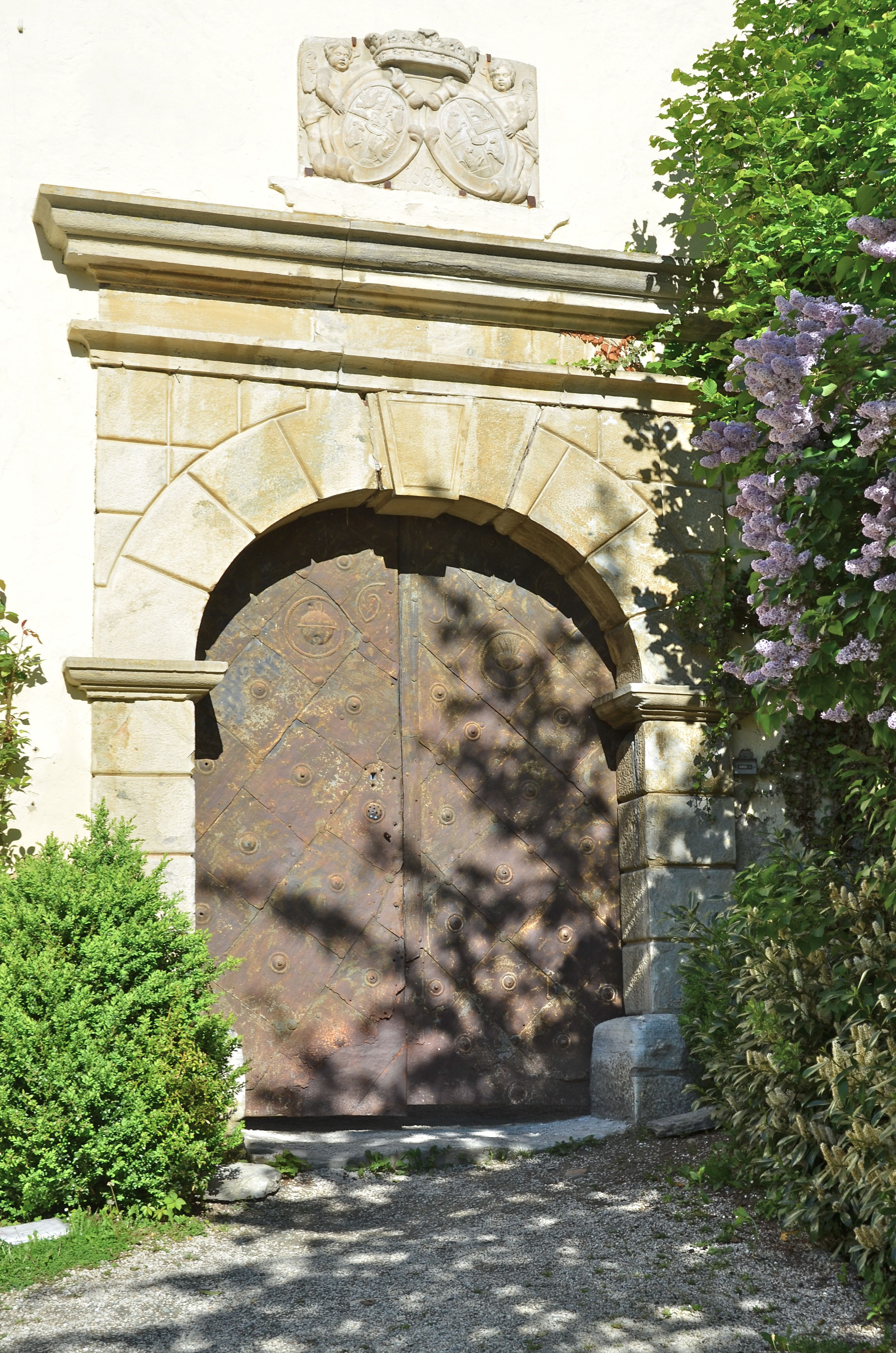
Quaderportal mit Doppelwappen Kronegg-Zinzendorff

Schloss Moosburg ist ein Schloss in der Ortschaft Moosburg im Bundesland Kärnten in Österreich.

## Lage
Schloss Moosburg liegt auf einem Hügel westlich des Ortes Moosburg und östlich der alten Arnulfsfeste (Hetzelburg).

## Geschichte
Im 15. Jahrhundert befand sich Moosburg im Besitz derer von Graben, namentlich Andreas von Graben zu Sommeregg und Wolfgang Andreas von Graben. Seit Anfang des 16. Jahrhunderts war Schloss Moosburg im Besitz des Adelsgeschlechts der Ernauer. Das im Stil der Spätgotik errichtete Schloss wurde wahrscheinlich unter Georg von Ernau († 1541) erbaut und unter Ulrich II. von Ernau (1531–1607) und dessen Sohn Hektor umgestaltet und erweitert. 1629/30 musste die inzwischen protestantisch gewordene Familie im Zuge der Gegenreformation das Herzogtum Kärnten wegen ihres evangelischen Glaubens verlassen und 1630 verkaufte Hektor von Ernau Schloss und Herrschaft Moosburg an den kaiserlichen Rat und Landschaftssekretär Johann Weber von Ehrenthal. Seit dem zweiten Viertel des 17. Jahrhunderts gehörte das Schloss den Freiherren von Kronegg (Cronegg), seit 1708 waren die Grafen von Goëss Schlossherren.
1994 wurde das Innere des Schlosses restauriert; seit 1995 befindet sich in der spätgotischen Halle ein Restaurant. Derzeit wird das Schloss als Hotel, Restaurant, für Hochzeiten und Feierlichkeiten verwendet.

## Architektur
Das Schloss ist im Osten, Norden und Westen von einer Futtermauer umgeben, im Nordwesten und an der Nord-Seite sieht man die Grundmauern von Türmen, im Nordosten steht ein Rundturm. Die Anlage besteht aus zwei wuchtigen, zueinander leicht achsenverschobenen viergeschoßigen Baukuben mit hohem Sattelwalmdach. Der westliche Teil wurde Anfang des 16. Jahrhunderts und im vierten Viertel des 16. Jahrhunderts ausgebaut, der östliche Trakt im 17. Jahrhundert. Ein in Nordsüd-Richtung laufender östlicher Laubengang verbindet seit Anfang des 17. Jahrhunderts den hochaufragenden Schlosskomplex mit seinem niedrigen zweigeschoßigen Südflügel, dem ehemaligen Wirtschaftsteil. Im Laubengangtrakt eingebaut ist das Quaderportal, ein eisenplattenbeschlagenes Tor mit dem Wappen des Hektor von Ernau (Schelle) und seiner Gemahlin, geborene Keutschach (Rübe), bezeichnet „1616“. Darüber befindet sich ein marmornes Doppelwappen Kronegg-Zinzendorff, bezeichnet „1688“.

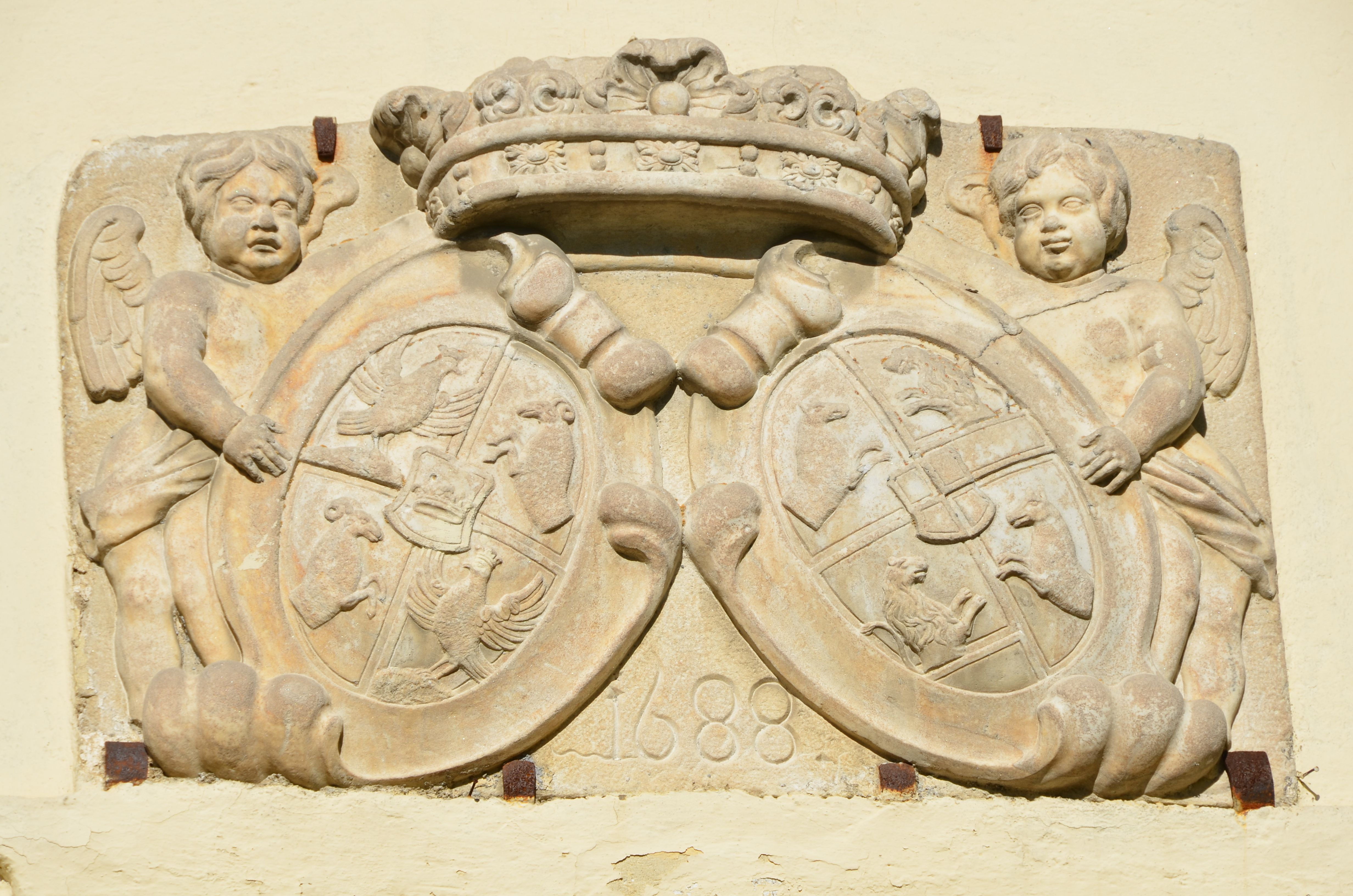
Doppelwappen Kronegg-Zinzendorff
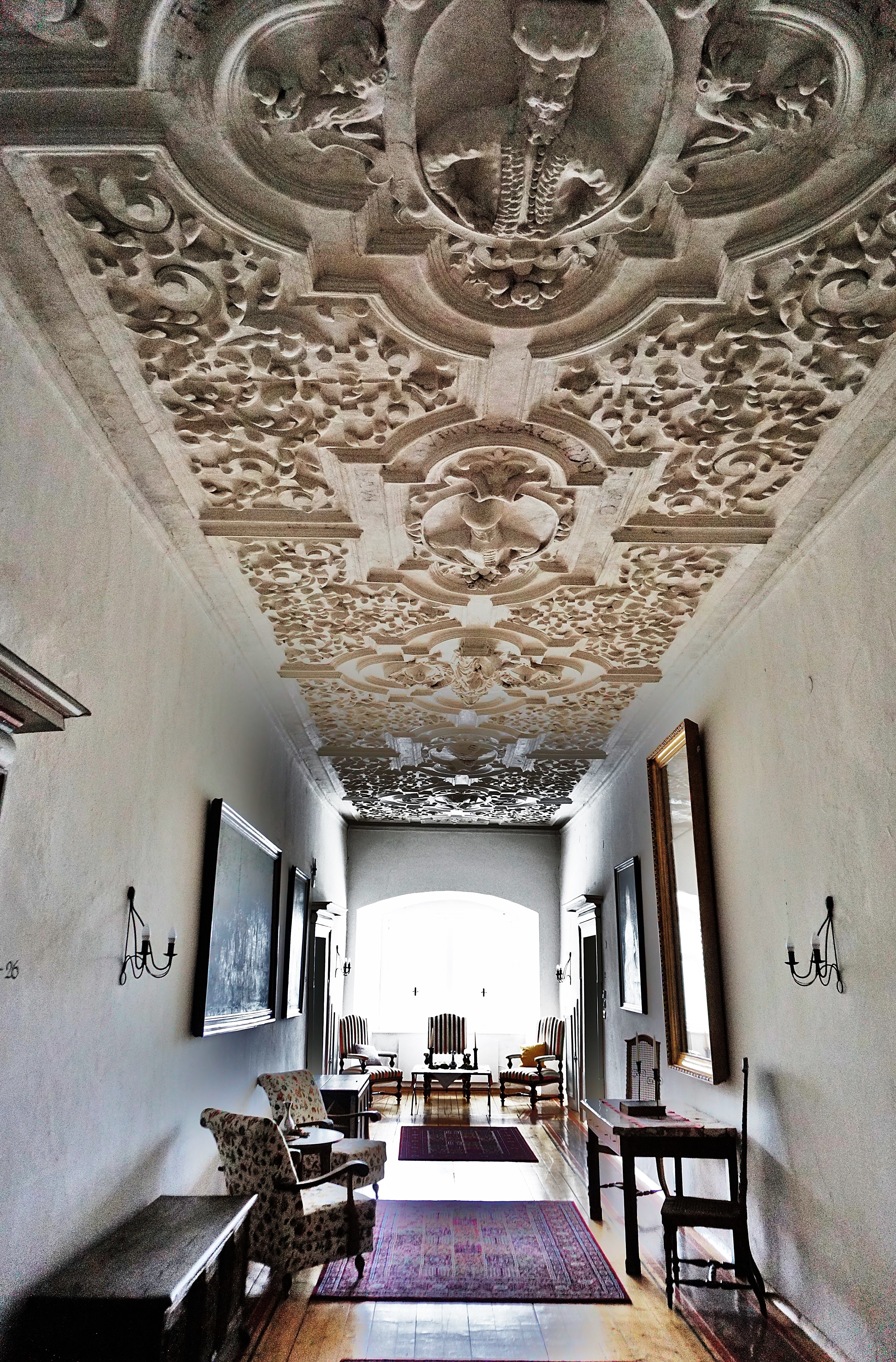
Flur mit Stuckdecke
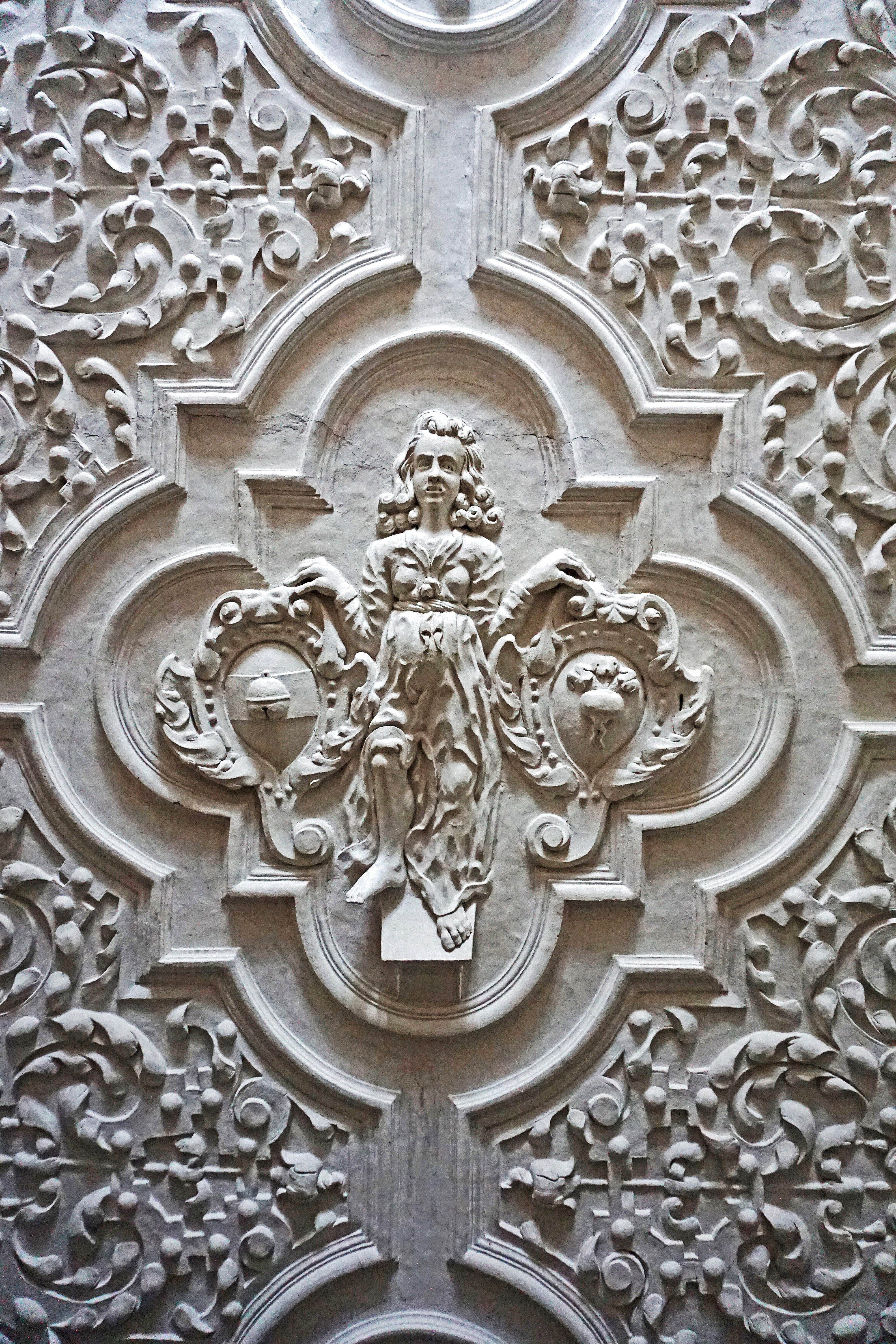
Teilansicht der Stuckdecke mit Wappenträgerin, links das Wappen der Ernauer (Schelle), rechts der Keutschacher (Rübe)

## Schlosskapelle

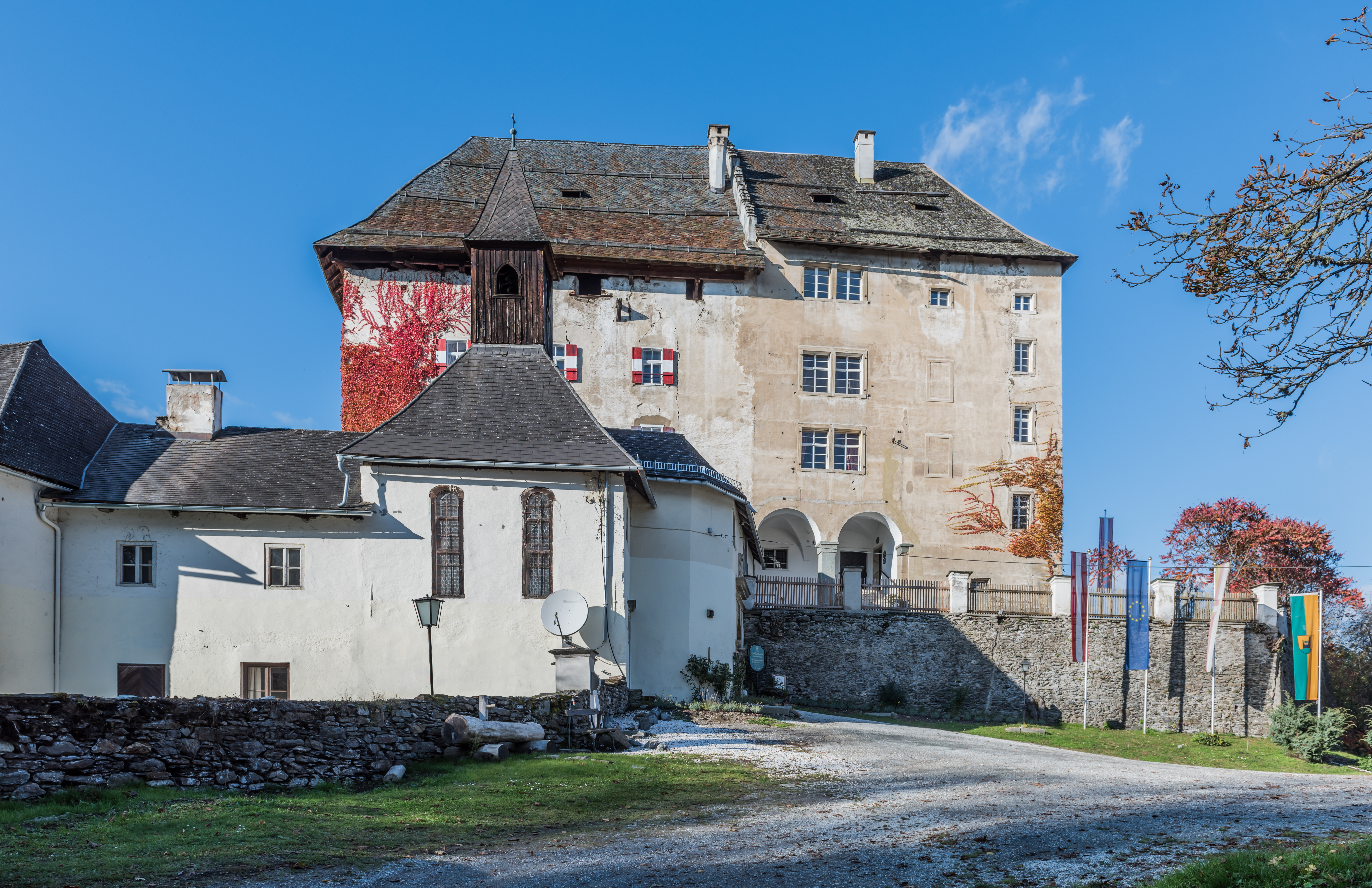
Die Schlosskapelle im Vordergrund

An der Südecke nach Westen zurückspringend steht die Schlosskapelle mit Zeltdach und Laterne, östlich ein Portal mit geradem Sturz, südlich zwei hohe rundbogige Fenster. Der quadratische Raum ist mit einer Holzkassettendecke und einer Holzempore ausgestattet. Beide sind mit Blumenmalerei verziert. Zwischen den beiden Fenstern steht der neobarocke Altar. Sein Bild zeigt die Heilige Familie in der Form des Heiligen Wandels. Die Flucht nach Ägypten ist auf der Predella, der hl. Andreas im Aufsatzbild zu sehen.

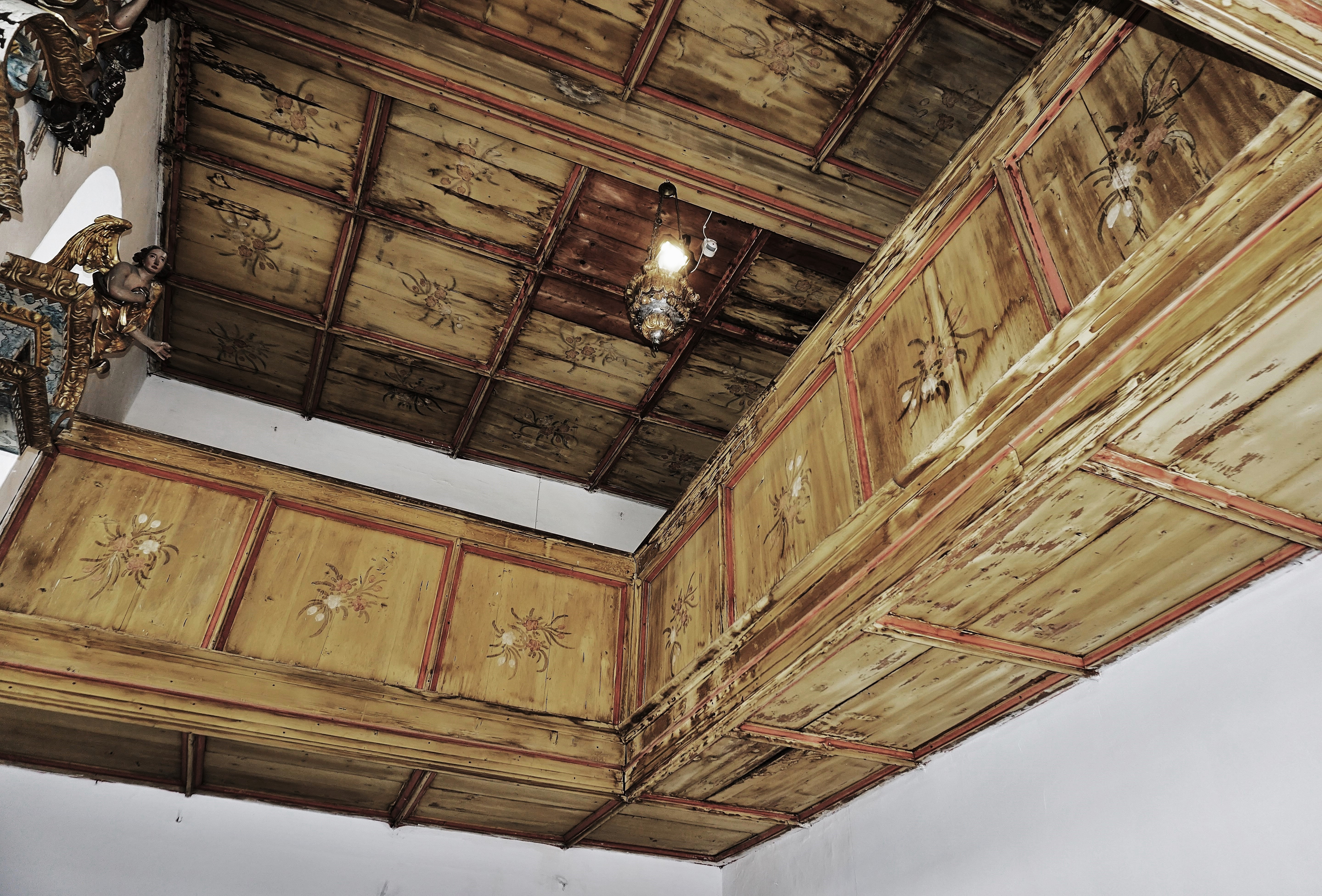
Teilansicht von Empore und Holzdecke
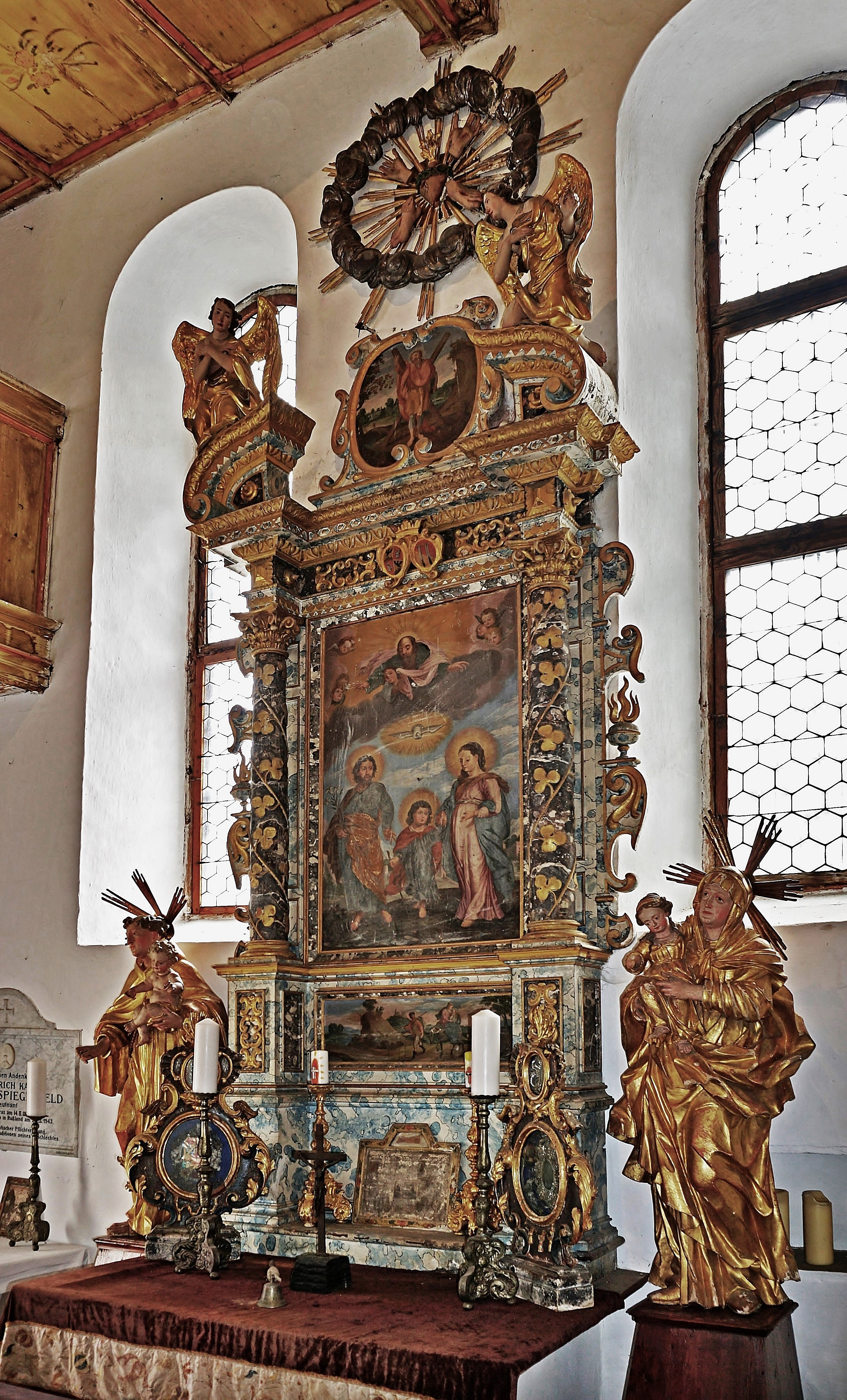
Altar der Schlosskapelle